# Evolution of Dance
Evolution of Dance è un video virale di circa sei minuti, postato su YouTube il 6 aprile 2006. Ad otto mesi dalla pubblicazione, il video ha ricevuto settanta milioni di visualizzazioni ed al 2012 è arrivato ad oltre centonovanta milioni di visualizzazioni. Per due anni il video è stato il più visto di YouTube, prima di essere superato dal video musicale di Girlfriend di Avril Lavigne.
Il video è stato realizzato da Judson Laipply, ballerino e speaker motivazionale statunitense nato nel 1976, ed era stato registrato nel marzo 2001. Evolution of Dance mostra Laipply danzare differenti stili di danza, alternando l'uno all'altro senza pausa. Nel gennaio 2009 Laipply ha postato un altro video simile, intitolato Evolution of Dance 2.

## Evolution of Dance
| Canzone                               | Artista                             | Durata    | Anno |
| ------------------------------------- | ----------------------------------- | --------- | ---- |
| Hound Dog                             | Elvis Presley                       | 0:00–0:14 | 1956 |
| The Twist                             | Chubby Checker                      | 0:14–0:31 | 1960 |
| Stayin' Alive                         | The Bee Gees                        | 0:31–0:38 | 1977 |
| Y.M.C.A.                              | The Village People                  | 0:38–0:56 | 1978 |
| Kung Fu Fighting                      | Carl Douglas                        | 0:56–1:03 | 1974 |
| Keep On                               | The Brady Bunch                     | 1:03–1:17 | 1970 |
| Greased Lightnin'                     | John Travolta                       | 1:17–1:28 | 1978 |
| You Shook Me All Night Long           | AC/DC                               | 1:28–1:42 | 1980 |
| Billie Jean                           | Michael Jackson                     | 1:42–1:49 | 1983 |
| Thriller                              | Michael Jackson                     | 1:50–1:58 | 1983 |
| Oompa Loompa                          | Willy Wonka & the Chocolate Factory | 1:58–2:04 | 1971 |
| Mr. Roboto                            | Styx                                | 2:04–2:14 | 1983 |
| Break Dance (Electric Boogie)         | West Street Mob                     | 2:14–2:28 | 1983 |
| Walk like an Egyptian                 | The Bangles                         | 2:28–2:36 | 1986 |
| Dance Little Bird (aka Chicken Dance) | Bob Kames                           | 2:36–2:42 | 1982 |
| Mony Mony                             | Billy Idol                          | 2:42–2:57 | 1981 |
| Ice Ice Baby                          | Vanilla Ice                         | 2:57–3:11 | 1990 |
| U Can't Touch This                    | MC Hammer                           | 3:12–3:42 | 1990 |
| Love Shack                            | The B-52's                          | 3:42–3:46 | 1989 |
| Apache (Jump on it)                   | Sugarhill Gang                      | 3:46–4:03 | 1981 |
| Jump Around                           | House of Pain                       | 4:03–4:15 | 1992 |
| Baby Got Back                         | Sir Mix-A-Lot                       | 4:15–4:22 | 1992 |
| Tubthumping                           | Chumbawamba                         | 4:22–4:32 | 1997 |
| What Is Love                          | Haddaway                            | 4:32–4:40 | 1994 |
| Cotton-Eyed Joe                       | Rednex                              | 4:40–5:01 | 1994 |
| Macarena                              | Los del Río                         | 5:01–5:06 | 1994 |
| Bye Bye Bye                           | 'N Sync                             | 5:06–5:29 | 1999 |
| Lose Yourself                         | Eminem                              | 5:29–5:33 | 2002 |
| Hey Ya!                               | Outkast                             | 5:33–5:39 | 2003 |
| Dirt Off Your Shoulder                | Jay-Z                               | 5:39–5:49 | 2004 |
| Ice Ice Baby                          | Vanilla Ice                         | 5:49–5:52 | 1990 |
| Bye Bye Bye                           | 'N Sync                             | 5:52–6:00 | 2000 |

## Evolution of Dance 2
| Canzone                               | Artista                                      | Durata    | Anno |
| ------------------------------------- | -------------------------------------------- | --------- | ---- |
| I Got You (I Feel Good)               | James Brown                                  | 0:10–0:30 | 1965 |
| My Girl                               | The Temptations                              | 0:30–0:39 | 1964 |
| Proud Mary                            | Ike & Tina Turner                            | 0:39–0:50 | 1971 |
| The Hustle                            | Van McCoy and the Soul City Symphony         | 0:50–0:55 | 1975 |
| Hokey Pokey                           | Larry LaPrise, Charles Macak and Tafit Baker | 0:55–1:09 | 1950 |
| Shout                                 | The Isley Brothers                           | 1:09–1:20 | 1978 |
| Tequila                               | The Champs                                   | 1:21–1:30 | 1958 |
| I'm Gonna Be (500 Miles)              | The Proclaimers                              | 1:31–1:38 | 1988 |
| Pump Up the Jam                       | Technotronic                                 | 1:38–1:56 | 1989 |
| I'm Too Sexy                          | Right Said Fred                              | 1:56–2:11 | 1992 |
| Electric Boogie                       | Marcia Griffiths                             | 2:11–2:31 | 1989 |
| My Lovin' (You're Never Gonna Get It) | En Vogue                                     | 2:31–2:42 | 1992 |
| Tootsee Roll                          | 69 Boyz                                      | 2:43–2:56 | 1994 |
| Cha Cha Slide                         | DJ Casper                                    | 2:57–3:16 | 1996 |
| Lean Back                             | Terror Squad                                 | 3.16–3.23 | 2004 |
| Here It Goes Again                    | OK Go                                        | 3:23–3:32 | 2006 |
| London Bridge                         | Fergie                                       | 3:32–3:42 | 2006 |
| Crank That (Soulja Boy)               | Soulja Boy Tell 'Em                          | 3:42–4:00 | 2007 |
| Shout                                 | The Isley Brothers                           | 4:00–4:02 | 1959 |
| I'm Too Sexy                          | Right Said Fred                              | 4:02–4:05 | 1992 |